# Шульц, Даниэль

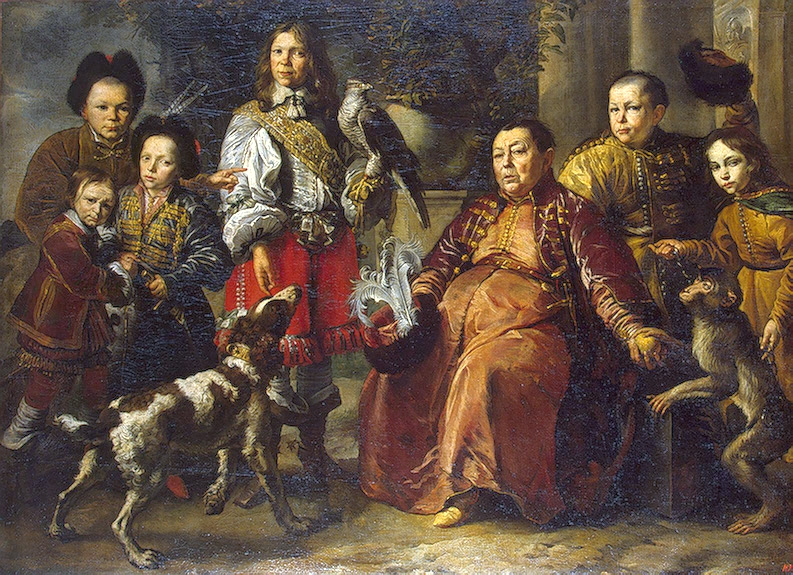
Даниэль Шульц Младший. «Семейный портрет».1664 г.

Даниэль Шульц Младший (пол. Jerzy (Georg) Daniel Schultz); род. около 1615, Гданьск — ум. 1683, там же) — польский художник немецкого происхождения, живописец эпохи Барокко, придворный художник трех польских монархов.

## Биография
Даниэль Шульц происходил из семьи художников, унаследовав талант живописца от своих родителей. Более пяти лет учился в студии известного и уважаемого художника — своего дяди — Даниэль Шульца Старшего (ум.1646).
С 1646 путешествовал по Нидерландам, где был очарован работами местных мастеров, особенно Рембрандта. Кроме живописи Шульц изучал естественные науки, что облегчало ему работу над гравюрами и картинами с изображением людей и животных.
Вернувшись в Польшу около 1649 года, Шульц сразу же начал работать в качестве портретиста короля Яна II Казимира, с которым был тесно связан. Этот период считается наиболее плодотворным в творчестве живописца.
Во время правления короля Михаила Корибута художник жил и творил в Королевском замке в Варшаве. При короле Яне III Собеском имел студию во дворце в Виланове.
Шульц рисовал, в основном, на заказ. Был придворным художником трех польских монархов. Короли относились к нему с особой симпатией, доказательством чему служат их частые посещения его мастерской в королевском дворце.
За время работы при дворе художником был создан ряд представительских картин монархов, магнатов, придворной знати, знатных персон, полотен на исторические и аллегорические темы.
В 1660 художник вернулся в родной Гданьск, но не прекратил работу для польского двора и часто останавливался в Варшавском дворце. Этот период его творческой жизни характеризуется совершенно иным направлением в работе Шульца.
Он активно участвовал в жизни знати города. Здесь им созданы портреты известного астронома Яна Гевелия из Гданьска, бургомистра и его жены Констанции ван Холтен Шуман, написаны картины польских королей для городской ратуши.
Даниэль Шульц Младший редко подписывал свои картины, поэтому многие из них рассматриваются сейчас как анонимные произведения.
Вершиной его творчества считаются портреты Яна Казимира, Людвики Марии, Михаила Корибута, Винсента Гонсевского и Яна III Собеского и картины «Святого Казимира IV Ягеллона» и «Утиная охота».
Одна из самых важных работ художника «Семейный портрет» был написан им в Гданьске в 1664. В картине ярко выражены особенности портретной живописи XVII века -
фигуры во весь рост, роскошные наряды, вазы и колонны.
Считается одним из самых значительных художников-анималистов. Создал серию из нескольких картин, изображающих мир животных, в частности, «Утиная охота», «Петух и куры» и др.
Его картины отличаются безупречной техникой, использованием глубокого цвета, возможностью показать динамизм обработки светотени и вниманием к деталям. Они полны красоты и динамизма и многие из них ошибочно, приписывались кисти голландских мастеров. В стиле работ чувствовалось влияние голландских и фламандских мастеров XVII столетия.
До конца жизни оставался свободным художником и никогда не был членом ни одной из гильдии живописцев. Умер в Гданьске в 1683 году.
Фальк, Иеремиас

## Отдельные картины

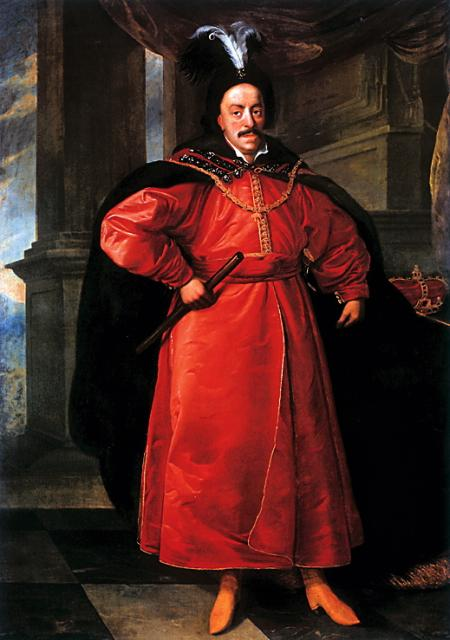
Портрет короля Яна II Казимира, 1649
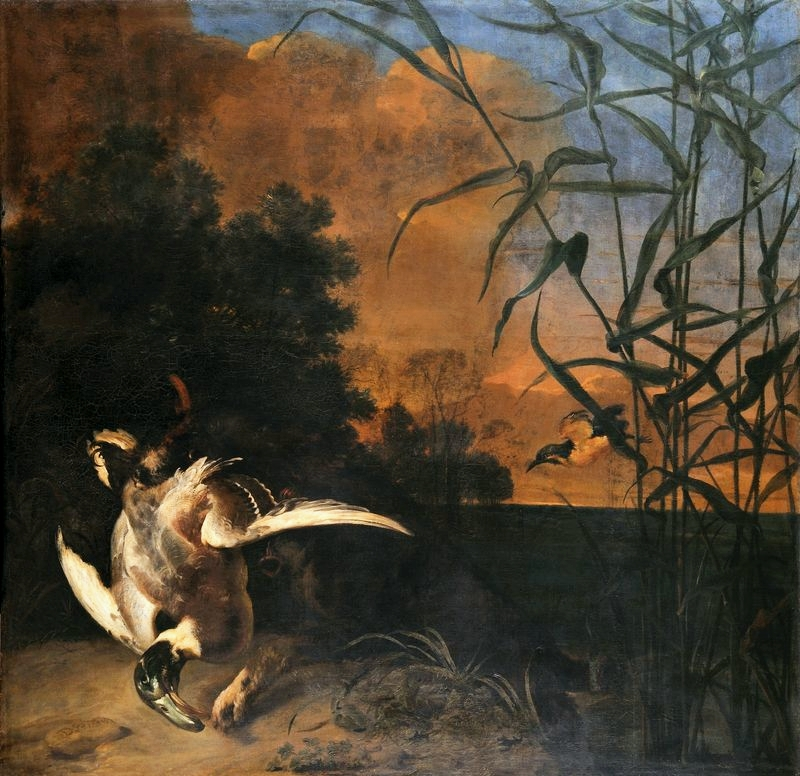
Утиная охота, между 1660-1669
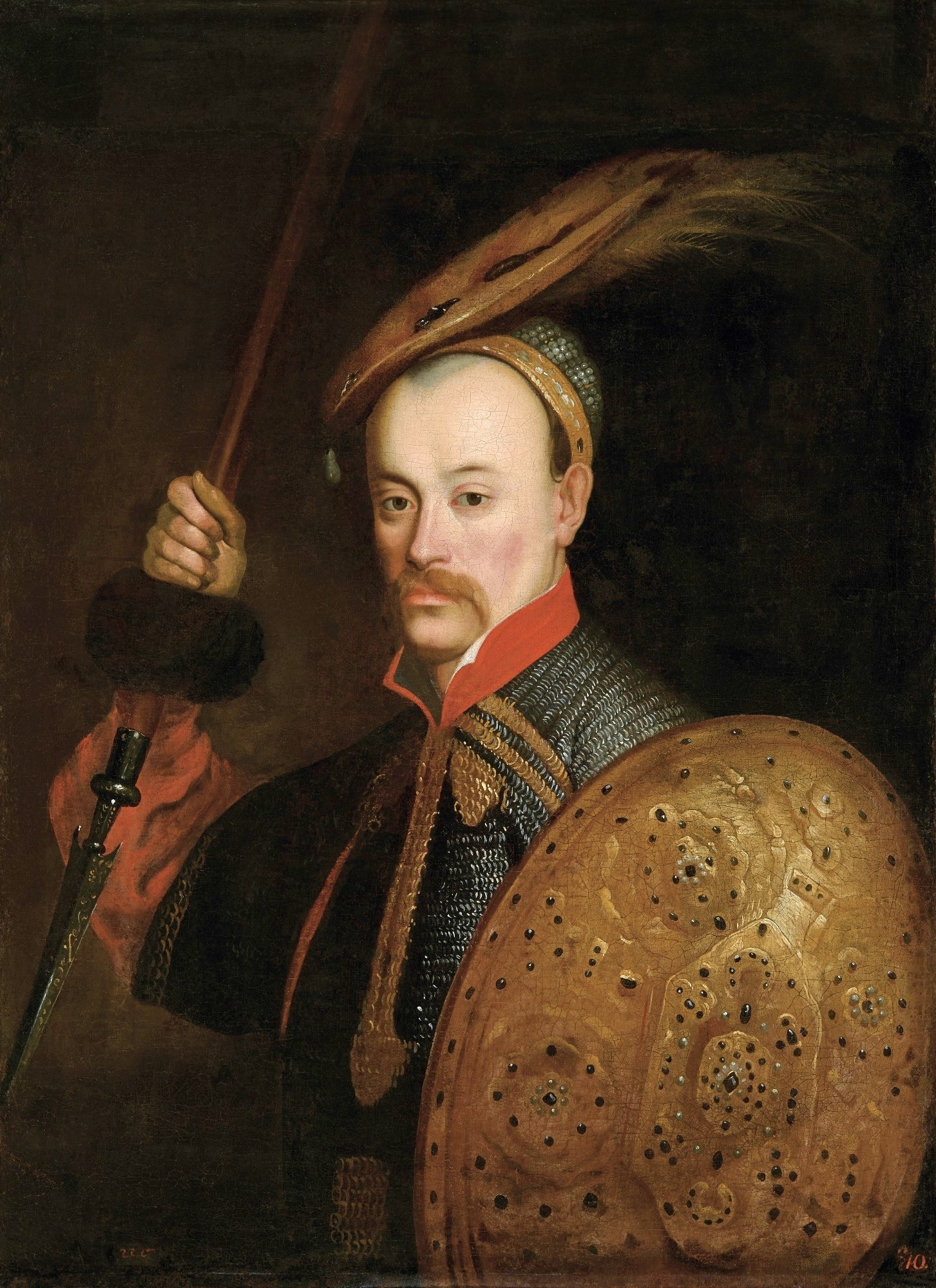
Портрет Винсента Гонсевского, 1650-1651
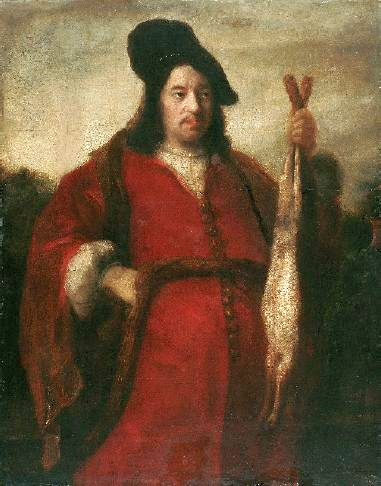
Портрет человека, держащего зайца, 1660-1670
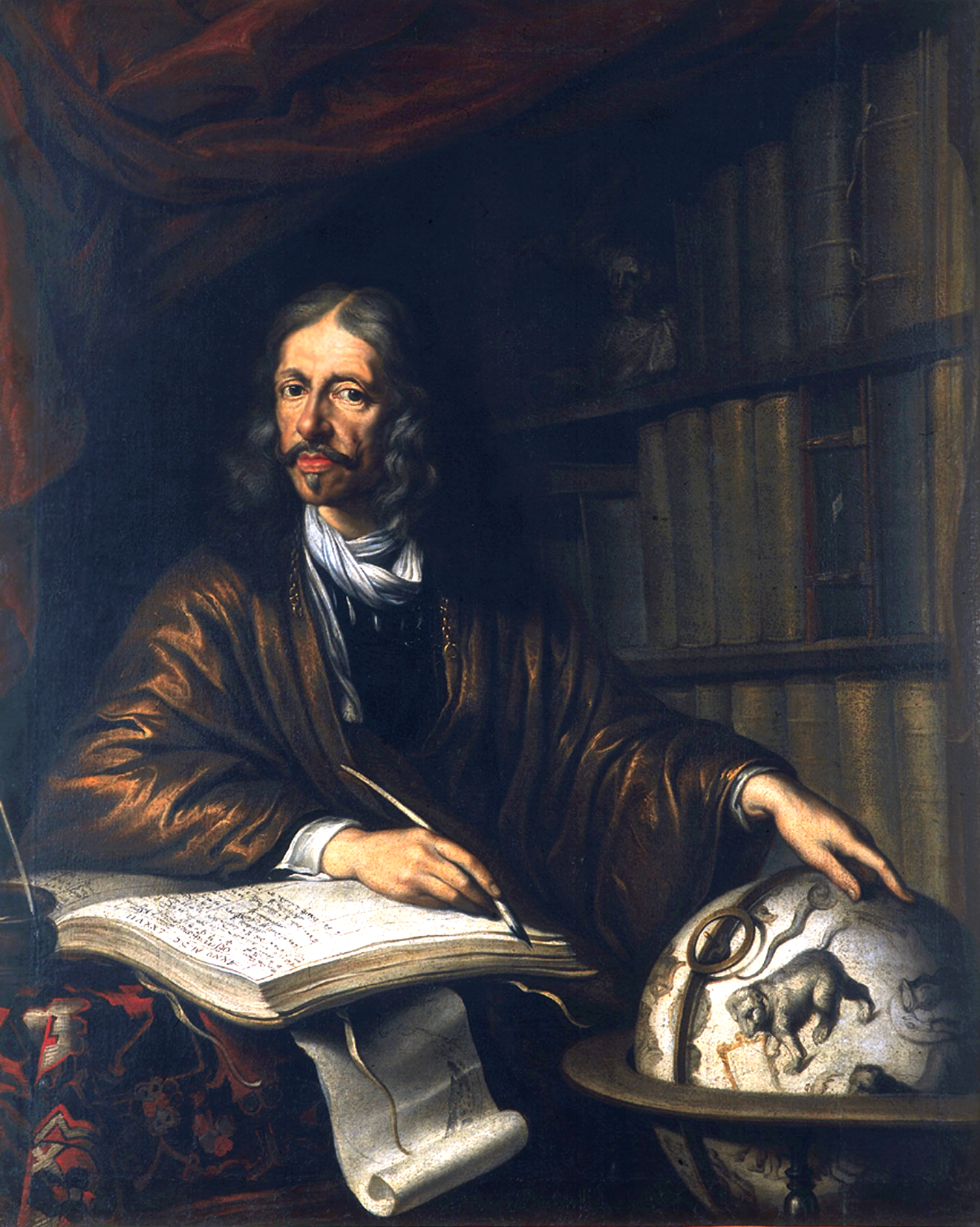
Портрет Яна Гевелия